# Rusthuis de Vijverhof
Rusthuis de Vijverhof, ook wel het voormalige Wees- en Armenhuis, is een gemeentelijk monument in Hollands Kroon te Nieuwe Niedorp. Het in 1910 gebouwde pand diende oorspronkelijk als opvang voor ouderen en armlastigen. Op 5 april 2022 werd het pand door de gemeente opgenomen als monument onder nummer 1210. 

## Wees- en Armenzorg in Nieuwe Niedorp
Gegevens over de verzorging van armlastigen in Nieuwe Niedorp gaan terug tot 1496. Gegevens over de wezenverzorging zijn van een jaar eerder; op 20 februari 1497 kreeg Nieuwe Niedorp het recht om weesmeesters aan te stellen. Op 11 maart 1811 verzochten de armenvoogden de gemeente Nieuwe Niedorp om een boerderij met landerijen aan te kopen. Via deze boerderij konden armlastigen van werk worden voorzien. Binnen het armhuis had een echtpaar, die als ‘vader’ en ‘moeder’ van de verpleegden te werk gingen, de leiding. Op de boerderij werd er onder andere kaas vervaardigd. In 1840 werden er van half maart tot half december 1.095 kazen van 1.8 pond te wegen gebracht naar de lokale waag. De armenvoogden stelde in augustus 1866 Havik Slotenmaker uit Abbekerk samen met zijn vrouw aangesteld als vader en moeder. Na het overlijden van zijn vrouw wordt hij op eigen verzoek ontslagen in 1892. Als opvolgers wordt het echtpaar P. Boogaardt uit het dorp aangesteld. Dit echtpaar vraagt tien jaar later in 1902 hun ontslag aan, nadat zij een benoeming voor dezelfde functie in Bovenkarspel hebben gekregen. D. de Graaf en zijn echtgenote volgde hen op in 1902.

## Bouw van het voormalige Wees- en Armenhuis
In 1909 besprak de gemeenteraad meerdere malen de bouwvalligheid van het “Algemeen Armhuis” dat was ondergebracht in de oude stierenhouderij. Daarbij kwam de gemeenteraad tot het besluit om de bouwvallige langhuisstolp af te breken en een nieuw tehuis met moderne boerderij te bouwen. De Nederlands Hervormde Wezenadministratie verleende een subsidie van fl. 10.000,- voor de bouw, en later nog eens fl. 1.000,- voor de inrichting van het pand. Deze subsidie werd verstrekt onder de voorwaarden dat er nieuwe kamer voor de wezen samen met een onderkomen voor de verzorgers gebouwd werd, en de historische naam “Wees en – Armenhuis” intact bleef samen met de zeventiende-eeuwse gevelstenen. De uiteindelijke begroting kwam op een som van fl. 12.400,- uit. Het nieuwe tehuis werd ontworpen door architect S. Krijnen. De bouw werd aanbesteed aan C. de Graaf uit Nieuwe Niedorp en begon in 1910. In 1912 werd het Wees- en Armenhuis heropend.  In het nieuwe tehuis konden armlastigen van elke geloofsachtergrond terecht. Wezen werden alleen opgenomen als zij van het Nederlands Hervormde geloof waren.  Na de bouw werd het nieuwe aangebouwde boerenbedrijf aan de achterzijde van het tehuis, verhuurd aan de armenvoogdij van de Nederlands Hervormde Kerk tot 1933. In 1966 werd de boerderij afgebroken toen het tehuis werd gemoderniseerd. In 1968 opende het tehuis onder de naam ‘Vijverhof’ opnieuw haar deuren.